# Kokszu

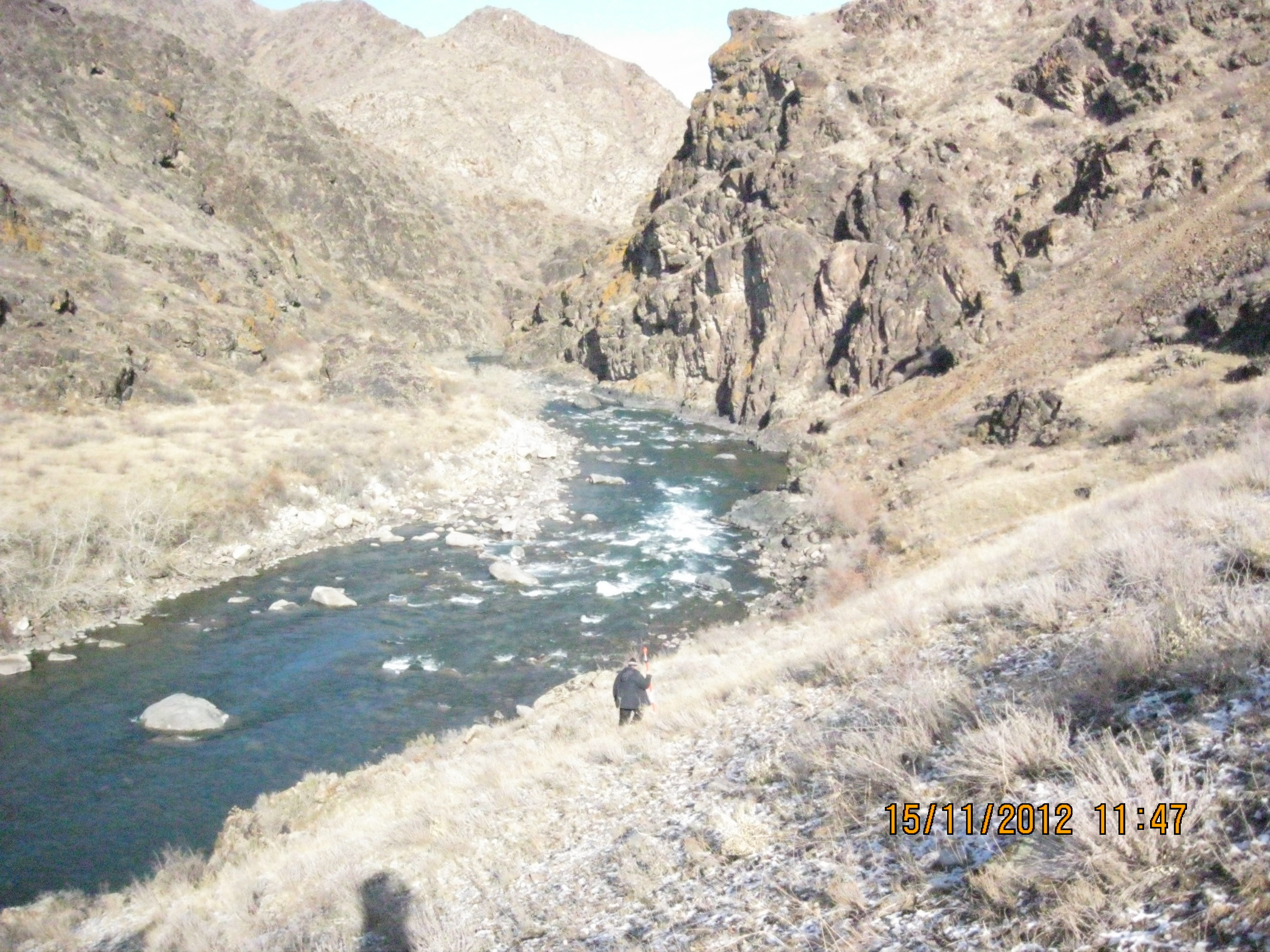
A folyó felső szakaszán

A Kokszu (kazakul: Көксу, Köksu ) folyó Kazahsztánban az Almati régióban. A folyó 205 kilométer hosszú, és medenceterülete 4670 négyzetkilométer (1800 négyzetmérföld). A Karatal folyó bal oldali mellékfolyója. A felső szakaszon a meder egy keskeny hegyközi völgy alján helyezkedik el, amely a hegyláncok metszéspontjain szurdok megjelenését kelti.
Ez a legnagyobb folyó a Kokszu kerületben, amit a folyóról neveztek el.
A folyó mentén számos vízierőmű található, köztük a Kizilbulak vízierőmű és a Kizilkungei vízierőmű. Utakkal és vasutakkal való találkozásánál hidak épültek.

## Fordítás
- Ez a szócikk részben vagy egészben  a   Koksu (river) című angol Wikipédia-szócikk ezen változatának fordításán alapul.  Az eredeti cikk szerkesztőit annak laptörténete sorolja fel. Ez a jelzés csupán a megfogalmazás eredetét és a szerzői jogokat jelzi, nem szolgál a cikkben szereplő információk forrásmegjelöléseként.